# Minidisc

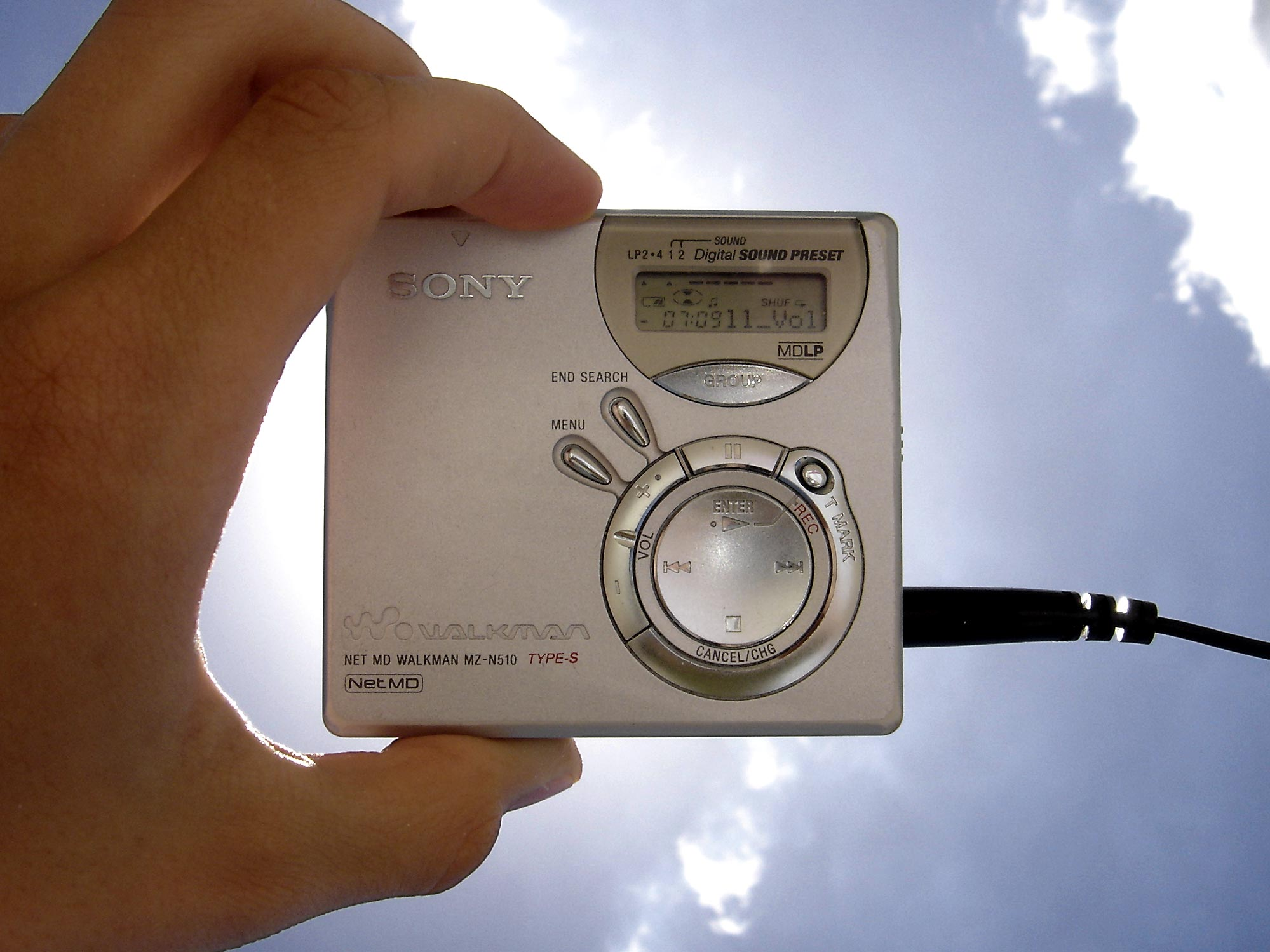
Sony NetMD Walkman MZ-N510

Minidisc (MD) är ett magneto-optiskt digitalt lagringsmedium som utvecklades av Sony, med ambitionen att ersätta kassettbandet för ljudbruk samt disketten som datalagringsmedium.
Mediet är en magneto-optisk skiva, 64 mm i diameter, inuti en plastkassett (68 mm × 72 mm × 5 mm) med en lucka som är stängd när mediet inte är inuti en spelare. Mediet avläses optiskt med en laser med samma våglängd som för cd. Jämte skivans fysiska dimensioner medför det att en MD har ca 1/5 av cd:s datalagringskapacitet.
Skrivning sker magnetiskt. Skrivpunkten på skivan hettas upp av skrivlasern till Curiepunkten för mediet från skivans ena sida, varvid ett magnetiskt skrivhuvud modulerar mediet från den andra. Följaktligen är en MD ett enkelsidigt medium precis som en cd.

## MD Audio

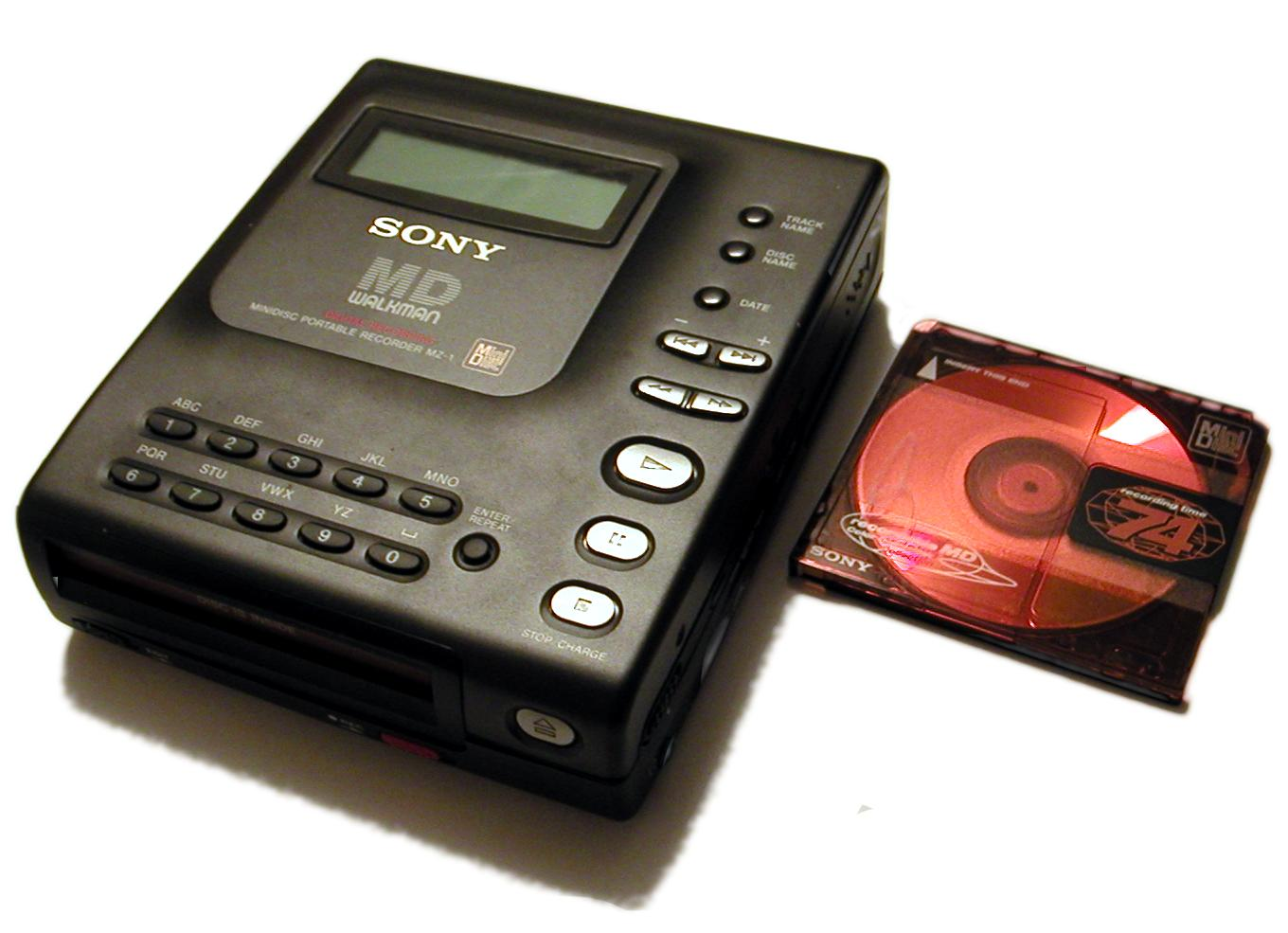
Sony MZ-1 var den första minidiscspelaren. Till höger syns en disc.

Musik-MD introducerades 1992 med både stationära och portabla musikspelare. Musikmedia produceras i 3 typer: Förinspelad musik, inspelningsbar för professionellt bruk samt inspelningsbar för konsumentbruk.
Inspelningsbart medium för konsumentbruk finns med speltider på 60, 74 och 80 minuter. Speltiden är jämförbar med den för en cd, men eftersom datalagringkapaciteten bara är 1/5 av cd:ns, har minidisc behövt tillgripa komprimering av ljuddata.
Musiken på en minidisc är komprimerad med en psykoakustisk komprimeringsmetod benämnd ATRAC (Adaptive TRansform Acoustic Coding), utvecklad av Sony. Den bygger i korthet på att reducera datamängd genom att ta bort den information som det mänskliga örat inte kan uppfatta. ATRAC-metoden har utvecklats successivt och är idag betydligt mer raffinerad än den var från början. Kvaliteten på det inspelade ljudet har dock varit föremål för debatt; en del menar att datakompressionen trots allt kan uppfattas eller åtminstone mätas, medan andra anser att en eventuell ljudförsämring är försumbar. Minidiscen har aldrig fått någon genomslagskraft bland professionella ljudstudios och musiker, även om den är helt i paritet med både CD och DAT. Man kan säga att tiden sprungit ifrån minidiscen som lagringsmedium; musikbranschen satte en helt annan standard för ljudinspelning genom att utveckla speciella datorprogram och hårddiskinspelningssystem där man spelar in okomprimerat ljud i 16 eller 24 bitar. Men slutprodukterna blir idag ofta musikfiler i till exempel mp3-format där kompressionen som regel är hårdare än på minidisc, vilket kan ses som en paradox i sammanhanget.
Januari 2004 introducerade Sony Hi-MD. En Hi-MiniDisc rymmer 1 GB och en mindisc av den äldre varianten kan omformateras så att den rymmer dubbelt så mycket data/musik. Ljud kan på Hi-MD spelas in okomprimerat. Dock medgav inte de första versionerna av Sonys mjukvara överföring digitalt från HiMD till dator. I senare versioner kan man det, men det finns andra kopieringsskyddsåtgärder som begränsar användningen i professionella sammanhang. I alla andra sammanhang ansågs formatet i det närmaste dött. Sedan september 2005 var det svårt att få tag på (Hi)MD-spelare i Sverige över huvud taget. I juli 2011 meddelade Sony att de från september samma år skulle lägga ner all tillverkning av MD-spelare.

## MD Data
Md-data introducerades 1993 och var avsedd att bli en ersättare till floppydisken med en kapacitet på 140 MB. Eftersom tekniken var dyr och långsam hade Md-data svårt att hävda sig, till en början mot Iomegas Zip-drive och senare de allt billigare cd-r- och cd-rw-spelarna.
MD Data-diskar används som lagringsmedia i minidiscbaserade s.k. portastudios, 4- respektive 8-kanals inspelningssystem. Vid åtta spår erhålls 18 minuters speltid ur varje disk, vid fyra spår 36 minuter osv. En tveksam driftsekonomi gjorde dock att många användare istället gick över till att spela in på hårddisk, antingen på en hårddiskutrustad portastudio eller på en dator.
De gjordes dock ett nytt försök att använda md för datalagring med "HiMD", det nyaste derivatet av md-formatet.